# Club Nàutic de Xàbia
El Club Nàutic de Xàbia se situa al municipi de Xàbia (Marina Alta), País Valencià.
Fundat el 5 d'abril de 1958, la seu social del club se situava en un edifici pertanyent a el club, que després es va conéixer com a "casa del contramaestre", fins a la seua demolició en 1993. L'actual edifici social data de 1964.
El CNX gestiona 379 amarratges al port esportiu de Xàbia, per a una eslora màxima permesa de 22 metres, amb un calat màxim de 7 m. Ofereix aigua potable, electricitat 220 v., telèfon públic, bústia de correus, parts meteorològics, 20 dutxes, recepció 24 hores, gel, petites reparacions mecàniques, recollida d'olis usats, recollida d'aigües de sentina i fecals, recollida de fem, travel-lift 65 Tn, grues de fins a 6,3 Tn, bar-restaurant, piscina, pàrquing gratuït, servei de seguretat amb personal propi, servei de salvament, servei contra incendis, i assistència sanitària a l'estiu.
El port compta amb el distintiu de Bandera Blava des de 1988.
L'activitat esportiva del club s'incrementa des de 1974, quan va prendre impuls amb el nomenament de Federico Gimeno Shaw com a comodor del club, i l'inici de les edicions de la "setmana de la vela". A partir de 1976 es constitueix el Trofeu Sir Thomas Lipton. En 1999 es constitueix l'equip de regates FERMAX-CLUB NÁUTICO DE JÁVEA, la qual cosa permet competir al més alt nivell als alumnes de l'escola de vela del club. En el seu palmarés destaca una Copa d'Espanya, diversos subcampionats d'Espanya i una quarta posició en el Campionat del Món.
Les flotes de vela lleugera més actives del club són les de les classes Optimist, 420 i Laser.
A més de la de vela, altres seccions esportives del club són les de pesca i busseig.
Durant la pandèmia per la covid-19 va organitzar competicions virtuals.